# 北陸鉄道モハ1800形電車
北陸鉄道モハ1800形電車（ほくりくてつどうもは1800がたでんしゃ）は、1941年に発生した山代車庫の火災で焼失した車両の復旧名義で被災車の一部機器流用で製造され、温泉電軌→北陸鉄道加南線で使用された電車である。
ここでは同系のモハ1810形およびモハ1820形についても併せて記述する。

## 概要
加南線の前身である温泉電軌は、その存続期間に2度の大火の罹災を経験している。1回目は1931年の山代大火、2回目は1941年11月28日の自社山代車庫の火災で、中でも後者は当時同社に在籍した全営業車両23両の内、離れ小島状態で車庫が独立していた片山津線在籍車を除くほぼ全数に当たる15両が焼失するという大惨事であった。
火災直後の当座は近隣他社から車両を借りて乗り切ったものの、長期的には新たに車両を確保する必要があり、そこで、これら被災車の車籍と一部機器を引き継ぐ形で1942年に木南車両で急遽製造されたのが、デハ21 - 23・24 - 29と付番された9両の半鋼製ボギー車群である。
これらは基本的に車籍は被災車のものを継承しており、そればかりか、中には火災で全焼し一旦廃車として手続きしたものを撤回して、車籍の復活手続きをとった上で、改めて改造として届け出るというプロセスを経ることで、実質新造としたものも複数含まれていた。この事実から、戦時統制経済の下で完全新車の申請が認可されないという状況を受けて、実質的な新造車数を可能な限り増やすために被災車の車籍を最大限有効活用したことが窺える。

## 車体
窓配置1D(1)8(1)D1（D:片開客用扉、(1)：戸袋窓）で窓の上下にウィンドウヘッダー・ウィンドウシルと呼ばれる補強帯が露出した構造で、妻面が3枚窓構成の丸妻とされた、当時としては一般的設計の15m級半鋼製車である。
既に車両製造が戦時統制の下にあり、なおかつ被災車を緊急に復旧する必要がある、という名目で大量製造が認められたことから、装飾性を排除した実用的かつ簡素な設計となっている。
車体寸法は温泉電軌全線区に入線可能な最大寸法であったデハ19・20に準じており、実際にもこれら5線区を中心に運用された。
戦後、1950年に老朽化したデハ20の改造名義で本形式に準じた車体を近畿車輛で新造してモハ1820形モハ1821としたが、こちらは運転台に乗務員扉を設けて窓配置がdD(1)8(1)Dd（d:乗務員扉・D:片開客用扉、(1)：戸袋窓）に設計変更された。これは戦中戦後の混乱期に乗務員扉が無いと折り返し時や客扱い時に乗務員の出入りができなくなる程混雑したことの教訓によるもので、この改修点は以後本形式にフィードバックされ、在来車についても機会を捉えて順次乗務員扉が追設されている。

## 主要機器

### 台車
台車については名目上、鍛造側枠を備える軸バネ式台車である被災車由来のJ.G.ブリル社製Brill 27GE-1（デハ21 - 23）を流用、あるいはボールドウィンA形台車を模倣した形鋼組み立て式のイコライザー台車である木南車両K-14を新製（デハ24 - 29）とされ、北陸鉄道統合時にはこれを根拠として前者がモハ1810形、後者がモハ1800形とされた。もっともこれらの台車については、現存する写真で判断する限り、被災車で実際にブリル27GE-1を装着していたのは旧デハ19のみであるなど実車と許認可申請等の書類上の記録との間の乖離が著しく、また後年の改造で交換が少なからず実施されていることなどから、その出自や竣工時の各車の機器仕様の多くは謎に包まれている。
これに対し、戦後ほぼ同仕様で追加新造されたモハ1821については、形鋼組み立て式イコライザー台車の近畿車輛KT-10が新製の上で装着されている。

### 制御器
本形式は全車とも当初は直接制御器搭載で竣工しており、2個モーターの1800形には主にゼネラル・エレクトリック(GE)社製K9が、4個モーターの1810形には丸型の主ハンドルを特徴とするスイスのブラウン・ボベリィ（BBC）社製制御器が、それぞれ搭載された。GE社製K9は日本では路面電車などで大量に採用された直接制御器の傑作の一つであるが、BBC社製制御器、特に直接制御の電車用は日本では温泉電軌以外での導入例が確認されておらず、こちらについてはその導入経緯など不明な点が多い。なお、この制御器は4個モーター車に搭載されたことが示すとおり、大電流に対応していた。

### 主電動機
主電動機は温泉電軌としてのデハ21 - 29竣工の時点では、全車共にアメリカのウェスティングハウス・エレクトリック社製直流整流子電動機のWH-101-Hを各車各台車に1基ずつ装架していたとされる。この電動機は南海鉄道が電化時に新造した電第壱號形1 - 24や電第弐號形101 - 112などに装着されていたもので、1938年のモハ501形501 - 512の電装解除や、1941年のモハ521形モハ527 - 530の電動機換装などにより、本形式製造の段階では南海では余剰を来し、また淘汰が進められていたものであった。本形式のメーカーである木南車両は沿線ということもあって南海鉄道との縁が深く、車両納入のみならず木造車の鋼体化改造時の旧車体下取りなどを行っており、温泉電軌ではデハ19・20の車体購入という形で既にこのルートでの取引関係が存在していた。

### ブレーキ
ブレーキは直接制御の路面電車並み車両であるが、多客時に4個モーター車が付随車を牽引する、あるいは2個モーター車を2両連結して運転することから、非常弁付き直通ブレーキを搭載する。

### 集電装置
集電装置は当初トロリーポールで、片山津線の1801, 1802は1958年にYゲルに、それ以外は通常の菱形パンタグラフ付きで竣工した6000系の就役開始にあわせ、Zパンタを経て通常の菱形パンタグラフへの交換が実施されている。

## 運用
本形式は軌道法準拠で建設され、路盤や軌道の荷重制限が厳しい区間の多い加南線の主力車として竣工以来1971年の全線廃止まで、30年に渡って重用された。
6000系就役前の本形式は、主電動機の追加や交換、あるいは制御器交換を経て最終的に2個モーター車がモハ1800形1801 - 1803・モハ1810形1816、4個モーター車がモハ1810形1811 - 1815とされた。だが、この段階においても各車の機器仕様は千差万別で、種車とは無縁の出所不明の機器が未だ多数含まれており、車庫火災以降の資材難の中で1両でも多く稼動車両を確保するため、温泉電軌→北陸鉄道が部品調達にあたって手段を選ばずありとあらゆる努力を行ってきたことを物語っていた。
もっとも、加南線でも特に山中線についてはモハ5000形、モハ3200形・クハ1000形、6000系、そして6010系と最優先で新車が投入されたため、本形式は余剰をきたし、これらの新車の導入が開始された1952年以降は他線へ転出する車両が現れたが、それでもその多くが加南線に残留し、それらは加南線全廃の日まで運用され続けた。
加南線廃止後、本形式各車は廃車されるものと他線へ転属するものに分かれた。廃車グループは更にそのまま解体されるものと、払い下げられて建物の代用に使用されるものに分かれた。また、転属グループについても複雑な移動と改造が繰り返された末に徐々に淘汰が進んで1975年までに8両が廃車となり、それ以後はデハ20→モハ1821→クハ1203と、デハ26→モハ1803→モハ1831→モハ3563の2両が残されるのみとなった。
これら2両は複数回の台車交換と制御器の間接制御化、貫通路の設置などの改造を実施されて浅野川線に平成の世まで残存したが、クハ1203は1990年末に一足先に廃車された。
残るモハ3563は1996年12月の架線電圧昇圧まで運用されたが、自力走行が不可能となった昇圧後も除籍されずに留置され続け、近代化補助を受ける際の条件である車両代替規定に則って1998年の8000系最終編成入線時にようやく廃車となり、ここに温泉電軌以来56年に渡った、波乱に満ちた車歴に終止符が打たれている。